# Paranephelium hainanensis
Paranephelium hainanensis är en kinesträdsväxtart som beskrevs av Hsien Shui Lo. Paranephelium hainanensis ingår i släktet Paranephelium och familjen kinesträdsväxter. Inga underarter finns listade i Catalogue of Life.